# Ficção científica feminista
Ficção científica feminista é um subgênero de ficção científica, que tende a lidar com o papel da mulher na sociedade. A ficção científica feminista levanta pontos sobre as questões sociais como a forma pela qual a sociedade constrói os papéis de gênero, qual o papel da reprodução na definição de gênero e o poder político e pessoal desigual entre homens e mulheres. Algumas das mais notáveis obras de ficção científica feminista ilustraram estes temas usando utopias para explorar uma sociedade na qual não existem diferenças de gênero ou desequilíbrios de poder de gênero, ou distopias para explorar mundos em que as desigualdades de gênero são intensificadas, afirmando, assim, que o trabalho feminista deve continuar.

## Literatura

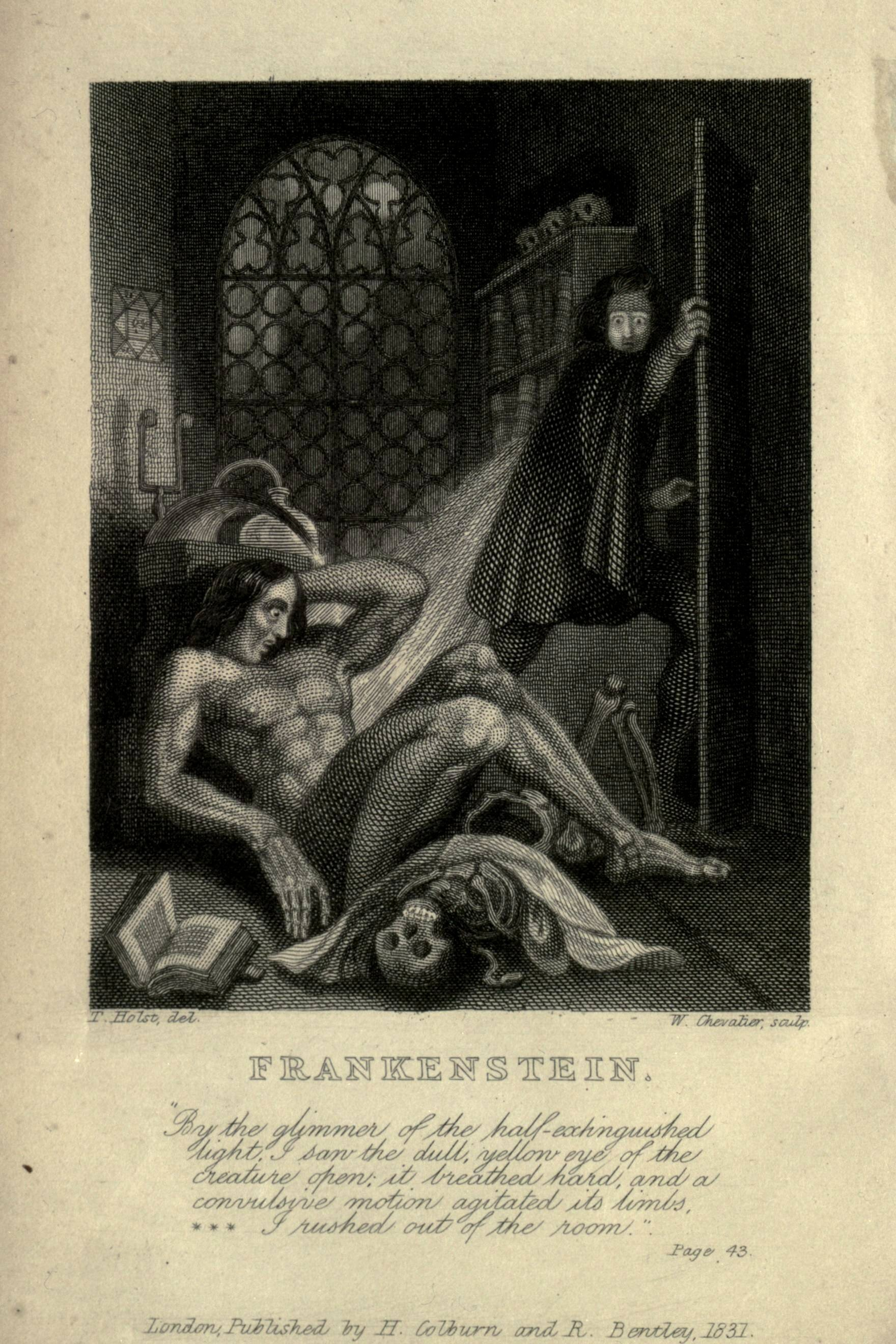
Frankenstein de Mary Shelley

A ficção científica feminista é frequentemente dita ter começado com o romance Frankenstein de Mary Shelley, ou mesmo The Blazing World de Margaret Cavendish.
Mesmo enquanto tido como um gênero masculino, as mulheres eram visivelmente ativas como em cada número da revista Weird Tales (1923-1954) que sempre publicava ao menos uma história escrita por uma autora.
Na década de 1960 a ficção científica combinava sensacionalismo com críticas políticas e tecnológicas da sociedade. Com o advento da segunda onda do feminismo, o papel da mulher foi questionado neste "subversivo e expansivo gênero"  Três textos notáveis deste período são Ursula K. Le Guin em The Left Hand of Darkness (1969), Woman on the Edge of Time (1976) de Marge Piercy e The Female Man (1970) de Joanna Russ . Cada um destaca os aspectos socialmente construídos de gêneros, criando mundos com sociedades sem gêneros.
Aproveitando-se da tendência à crítica social que a própria ficção científica possui, o que essas mulheres vão fazer é imaginar histórias que sacudam/denunciem/fraturem situações patriarcais com as quais nós leitoras estamos acostumadas. Por isso, muitas vezes, as histórias giram em torno de situações de utopia ou distopia.
Handmaid's Tale (1985) de Margaret Atwood é um conto distópico de uma sociedade em que as mulheres têm sido sistematicamente despojadas de toda a liberdade, e foi motivado pelo medo de possíveis efeitos regressivos sobre os direitos das mulheres decorrentes da reação anti-feminista da década de 1980. Octavia Butler levanta questões complicadas sobre a natureza da raça e gênero em Kindred (1979).

### Brasil
As histórias de ficção científica escritas pela brasileiras geralmente se conformam com os paradigmas tradicionais sem explorar os assuntos de gênero que eram centrais nas autoras norte-americanas dos anos 70. Apesar do fato que mais mulheres estão trabalhando no Brasil, a ficção científica feminista está atrasada em comparação com outros subgêneros da ficção, isto pode ser atribuído a vários fatores como a relativo estágio inicial da ficção científica brasileira em seu pequeno mercado, a natureza tradicional das relações homem-mulher no Brasil e o fato de que os leitores e autores serem predominantemente do sexo masculino.
Em 2013, no entanto, uma iniciativa pioneira iniciada pelas blogueiras brasileiras Lady Sybylla e Aline Valek deu origem à primeira coletânea de contos de ficção científica feminista. Chamada Universo Desconstruído, conta com a participação de mais 8 blogueiros e blogueiras brasileiros, que criaram mundos futuristas para criticar o machismo, o racismo, a homofobia, a transfobia, o preconceito com literatura produzida por mulheres, entre temas da pauta feminista como aborto e igualdade de gênero. O livro é distribuído gratuitamente pela internet.

## Obras seleccionadas de Ficção científica feminista
Em prosa
- The Female Man de Joanna Russ
- The Gate to Women's Country de Sheri S. Tepper
- The Handmaid's Tale de Margaret Atwood
- "Houston, Houston, Do You Read?" de James Tiptree, Jr.
- Kindred de Octavia Butler
- The Left Hand of Darkness de Ursula K. LeGuin
- Motherlines de Suzy McKee Charnas
- Oy Pioneer! de Marleen S. Barr
- Parable of the Sower de Octavia Butler
- The Shore of Women de Pamela Sargent
- The Stepford Wives de Ira Levin
- Walk to the End of the World de Suzy McKee Charnas

Em BD/HQ
- Doom Patrol de Rachel Pollack
- Hawk and Dove de Barbara Kesel
- Meridian de Barbara Kesel
- Supergirl de Peter David
- Tank Girl
- USER de Devin Grayson
- Wonder Woman

No cinema/vídeo
- Born in Flames, dir. por Lizzie Borden
- "Buffy the Vampire Slayer" (série de TV), dir. por Joss Whedon
- The Handmaid's Tale, dir. por Volker Schlöndorff
- Rain Without Thunder, dir. por Gary Bennett
- The Stepford Wives, dir. por Bryan Forbes